# Mikuláš Athanasov
Mikuláš Athanasov (ur. 28 listopada 1930 w Koszycach, zm. 26 grudnia 2005 tamże) – czechosłowacki zapaśnik walczący w stylu klasycznym. Brązowy medalista olimpijski z Helsinek 1952 w kategorii 67 kg.
Trzykrotny mistrz kraju w latach 1953-1955.
- Turniej w Helsinkach 1952

Pokonał Greka Jeorjosa Petmezasa, André Verdainea z Francji, Zbigniewa Szajewskiego i Włocha Franco Benedettiego, a przegrał z Szazamem Safinem z ZSRR i Gustavem Freijm ze Szwecji.